# Василевская, Светлана Васильевна
Светла́на Васи́льевна Василе́вская (род. 26 апреля 1971, Свердловск) — советская и российская волейболистка, игрок женских сборных СССР, СНГ (1989—1992) и России (1995). Серебряный призёр Олимпийских игр 1992, чемпионка мира 1990, чемпионка Европы 1991, чемпионка СССР 1991, трёхкратная чемпионка России. Мастер спорта СССР международного класса (1991). Связующая. Сестра Елены Василевской.

## Биография
Начала заниматься волейболом в свердловской ДЮСШ «Уралочка» в 1979 году. Первый тренер — Ю. Н. Филимонов. В чемпионатах СССР и России выступала за «Уралочку» (Свердловск/Екатеринбург) (1990—1994) и «Уралочку»-2/«Уралтрансбанк» (до 1990 и в 1994—1995). Чемпионка СССР 1991, трёхкратная чемпионка России (1992, 1993, 1994), серебряный призёр чемпионата России 1995.
В 1992—1993 и с 1995 выступала за европейские клубы:
- 1992—1993 —  «Мурсия»;
- 1995—1996 —  «Младост» (Загреб);
- 1997—1998 —  «Инфонд-Браник» (Марибор) (чемпионка Словении 1998);
- 1998—1999 —  «Арис» (Салоники);
- 1999—2000 —  «Универсидад» (Гранада);
- 2001—2003 —  «Иллербанкасы» (Анкара).

В составе молодёжной сборной СССР в 1990 году стала чемпионкой Европы, а в 1991 году — чемпионкой мира. Капитан юниорской и молодёжной сборных СССР 1988—1991 годов.
В национальных сборных СССР, СНГ и России в официальных соревнованиях выступала в 1989—1995 годах (с перерывом). В их составах:
- серебряный призёр Олимпийских игр 1992;
- чемпионка мира 1990;
- серебряный (1989) и бронзовый (1991) призёр Кубка мира;
- чемпионка Европы 1991;
- участница Гран-при 1995.

## Источник
- Волейбол. Энциклопедия/Сост. В. Л. Свиридов, О. С. Чехов. — Томск: Компания «Янсон» — 2001.